# 그란디스

그란디스의 전체 지도

그란디스(Grandis)는 온라인 게임 《메이플스토리》에 등장하는 세계로, 메이플 월드와는 다른 스토리의 중심이 되는 세계다. 2012년 7월 26일 〈템페스트〉 업데이트의 일환으로 카이저 캐릭터와 함께 추가되었다.
메이플 월드와 달리, 그란디스는 여러 천체들이 군체로 묶인 형태로, 하나의 거대한 행성 주위를 여러 위성이 도는 형태다.

## 위성

### 노바족의 위성
- 판테온

노바족이 현재 살고 있는 지역으로, 카이저와 엔젤릭버스터의 육성이 시작되는 곳이다. 과거에는 노바의 대신전이 있었으나, 매그너스의 배신으로 헬리시움이 함락당하여, 생존한 노바족 대부분이 피난해 정착했다.
- 헬리시움

노바족의 옛 수도. 매그너스의 배신으로 성물의 보호막이 사라지고 선대 카이저가 사망한 이후 매그너스와의 전투 끝에 탈환에 성공하였으나, 현재는 제른 다르모어 군단이 자리잡고 있다.
- 판테온의 지도
- 헬리시움의 지도

### 새비지 터미널
- 새비지 터미널

2017년 7월 6일 카데나 캐릭터와 함께 추가된 지역. 폐기물이 모여드는 무법지대로, 카데나의 육성이 시작되는 곳이다. 테마던전 〈탐정 레이브의 사건일지〉가 있다.
- 새비지 터미널의 지도

- 아쉴롬

2018년 8월 10일 일리움 캐릭터와 함께 추가된 지역. 우든레프들이 피신하여 지내던 마을로, 일리움의 육성이 시작되는 곳이다. 북미판(GMS)에서는 ‘Sanctuary(생추어리)’로 개명되었다.
- 아쉴롬의 지도

- 툴렌시티

2021년 1월 7일 카인 캐릭터와 함께 추가된 지역. 새비지 터미널의 오염된 바다 위 시추선에 있는 도시로, 카인의 육성이 시작되는 곳이다.
- 툴렌시티의 지도

- 리스토니아

전근대 유럽풍 분위기를 지닌 도시로, 아델의 육성이 시작되는 곳이다.
- 리스토니아의 지도

### 기타 위성
- 미우미우 (뾰족귀 여우마을)

2014년 1월 2일 고대 영웅 은월과 함께 추가된 지역. 아니마족 뾰족귀 여우들이 살고 있는 지역으로, 은월의 육성이 시작되는 곳이다. 테마던전 〈여우 골짜기〉가 있다.
- 미우미우(뾰족귀 여우마을)의 지도
- 여우 골짜기의 지도

- 베르딜

2018년 1월 4일 아크 캐릭터와 함께 추가된 지역. 모래로 덮인 사막 지대로, 아크의 육성이 시작되는 곳이다.
- 베르딜의 지도

- 청운골

2019년 7월 18일 호영 캐릭터와 함께 추가된 지역. 동양풍의 분위기를 지닌 서쪽 위성으로, 호영의 육성이 시작되는 곳이다.
- 청운골의 지도

- 나린

동양풍의 분위기를 지닌 동쪽 위성으로, 라라의 육성이 시작되는 곳이다.
- 나린의 지도

## 대륙

그란디스 대륙의 지도

검은 마법사의 사망 이후 메이플 월드와 그란디스의 경계가 허물어지며 나타난 지역이다. 에리모스를 제외한 그란디스 대륙 지역의 입장 레벨 하한선은 260이며, 어센틱포스가 필요하다.
- 에리모스

인도와 중동 지역을 모티브로 한 지역으로, 칼리의 홈타운이다. 그란디스 대륙의 다른 지역과 달리, 어센틱포스를 요구하지 않는다.
- 에리모스의 지도

- 세르니움

고대신의 성지. 2019년 호영과 함께 처음 공개된 후, 2020년 12월 17일에 정식 지역으로 추가되었다.  레이드 보스 세렌과 대결할 수 있다.
- 하이마운틴

세르니움의 에픽 던전으로, 태양신 미트라가 힘을 잃으면서 내려온 성지.
- 세르니움의 지도
- 불타는 세르니움의 지도

- 호텔 아르크스

황폐한 사막에 위치한 낡은 호텔 지역.
- 카로테

아르크스 인근 바다에 위치한 탑으로, 호텔 아르크스의 부속 지역이다. 레이드 보스 칼로스와 대결할 수 있다.
- 호텔 아르크스의 지도

- 선계

선인들이 살고 있는 지역. ‘선계’라는 명칭은 과거 연구자들의 실험실이던 ‘오디움’과 현재 연구자들의 거주지인 ‘도원경’을 아우르는 명칭이다.
- 오디움

구름 속에 감춰진 실험실. 동양풍과 사이보그 요소가 합쳐진 분위기를 지니고 있으며, 선계에 있던 영감들의 실험실로 이용되었다.
- 도원경

동양풍으로 이루어진 낙원. 레이드 보스 카링과 대결할 수 있다.
- 오디움의 지도
- 도원경의 지도

- 아르테리아

- 카르시온

### 입장 레벨 하한선
그란디스 대륙의 지역별 입장 레벨 하한선은 아래와 같다.
| 지역                  | 입장 레벨 하한선 |
| --------------------- | ---------------- |
| 에리모스              | -                |
| 세르니움              | 260              |
| 불타는 세르니움       | 265 → 260        |
| 호텔 아르크스, 카로테 | 270 → 265        |
| 오디움                | 275 → 270        |
| 도원경                | 275              |
| 아르테리아            | 280              |
| 카르시온              | 285              |

## 같이 보기
- 메이플스토리의 세계
  - 메이플 월드

### 참조주
1. ↑  “ver. 1.2.167 업데이트 미리보기”. 《메이플스토리》. 2012년 7월 26일. 2024년 7월 28일에 확인함.
2. ↑  “클라이언트 1.2.167 릴리즈”. 《메이플스토리》. 2012년 7월 26일. 2024년 7월 25일에 확인함.
3. ↑  “클라이언트 1.2.279 업데이트 안내”. 《메이플스토리》. 2017년 7월 6일. 2024년 7월 25일에 확인함.
4. ↑  “클라이언트 1.2.282 업데이트 안내”. 《메이플스토리》. 2017년 8월 10일. 2024년 8월 4일에 확인함.
5. ↑  “클라이언트 1.2.342 업데이트 안내”. 《메이플스토리》. 2021년 1월 7일. 2024년 7월 25일에 확인함.
6. ↑  “클라이언트 1.2.207 업데이트 안내”. 《메이플스토리》. 2014년 1월 2일. 2024년 8월 4일에 확인함.
7. ↑  “클라이언트 1.2.289 업데이트 안내”. 《메이플스토리》. 2018년 1월 4일. 2024년 7월 28일에 확인함.
8. ↑  “클라이언트 1.2.320 업데이트 안내”. 《메이플스토리》. 2019년 7월 18일. 2024년 8월 4일에 확인함.
9. ↑  “클라이언트 1.2.320 업데이트 안내”. 《메이플스토리》. 2019년 7월 18일. 2024년 8월 10일에 확인함.
10. ↑  “클라이언트 1.2.341 업데이트 안내”. 《메이플스토리》. 2020년 12월 17일. 2024년 8월 10일에 확인함.